# Девіація (соціологія)
Соціа́льна девіа́ція, девіáнтна поведíнка (відхильна поведінка) (лат. deviatio, від лат. devio — відхиляюсь) — поведінка особистості, яка не відповідає загальному стандарту. У соціології описує дію або поведінку, яка порушує соціальні норми, в тому числі формально прийняті правила (тобто, злочин), а також неформальні порушення соціальних норм (тобто, відкидання нравів?[уточнити термін] та звичаїв). Вивчення, як створюються ці норми, як вони змінюються з плином часу, і як вони виконуються входить до компетенції кримінологістів, психіатрів, психологів та соціологів.
Проблема девіантної поведінки та її корекції завжди була важливою у педагогіці, психології, кримінології, але останнім часом вона набуває масового характеру.
У період різких переломів у суспільстві часто порушується єдність буття і свідомості, виникає невідповідність взаємодії суб'єктів і соціальних інститутів, неадекватність соціальної політики і моралі. Розмитість норм, ослаблення соціальної регуляції спотворює духовні і культурні підвалини для такої поведінки. Відбувається розрив між прагненням до швидкого зростання матеріального добробуту і відсутністю важелів саморегуляції, заснованих на високій культурі, духовності.
Девіація в соціології вивчалася безліччю вчених і простих дослідників, які внесли свій внесок у загальний розвиток. Однією з перших класичних робіт з цієї теми вважається «Самогубство» Еміля Дюркгейма 1897 року. Дюркгейм був відомим французьким соціологом, який заснував навіть цілий напрям соціологічної школи.
Проблему девіантної поведінки аналізували такі науковці як Іван Єрмаков, Лідія Сохань, Микола Рижков, Євген Павлютенков, Василь Крижко, Тетяна Титаренко та інші.

## Теорії девіації
- функціоналістська
- диференціальної асоціації
- теорія наклеювання ярликів

## Фактори ризику девіантної поведінки
Біологічні:
- наслідки спадковості;
- вплив природного середовища;
- порушення роботи ферментативної та гормональної систем організму;
- вроджені психопатії;
- мінімальні мозкові дисфункції внаслідок органічного враження головного мозку.

Психологічні:
- акцентуації характеру;
- інфантилізм;
- підвищений рівень тривожності;
- різноманітні реакції (емансипації, групування з друзями, відмови, компенсації, захоплення (хобі);
- задоволення почуття цікавості;
- потяг до самоствердження;
- потреба змінити психічний стан у стресовій ситуації.

Соціально-економічні:
- зниження життєвого рівня населення;
- майнове розшарування суспільства;
- обмеження соціально схвалених способів заробітку;
- безробіття;
- доступність алкоголю та тютюну.

Соціально-педагогічні:
- зростання кількості сімей з конфліктними та асоціальними стилями виховання.

Соціально-культурні:
- зниження морально-етичного рівня населення;
- поширення кримінальної субкультури;
- руйнування духовних цінностей;
- наростання неформальних об'єднань, в яких домінує культ сили;
- пропаганда в засобах масової інформації насильницьких та безвідповідальних стереотипів поведінки

## Види девіантної поведінки
В залежності від способів взаємодії з реальністю та порушенням тих чи інших норм суспільства прояви девіантної поведінки поділяються на 5 видів:
1. Делінквентний вид девіантної поведінки — сукупність протиправних вчинків та злочинів, які не відповідають формально зафіксованим соціальним та юридичним нормам.
2. Адиктивний вид девіантної поведінки — поведінка, що зумовлюється залежністю від різних хибних пристрастей.
3. Патохарактерологічний вид девіантної поведінки — поведінка, що зумовлюється патологічними змінами характеру, що сформувалися в процесі виховання.
4. Психопатологічний вид девіантної поведінки — ґрунтується на психопатологічних симптомах та синдромах — це прояви тих чи інших психічних порушень та захворювань.
5. Ґрунтується на суперцінностях — це виявлення обдарованості, таланту, геніальності в якійсь сфері діяльності, які виходять за рамки звичайного, нормального сприйняття.